# Tillandsia kuntzeana
Espèce
Classification phylogénétique
Tillandsia kuntzeana Mez est une espèce de plantes à fleurs de la famille des Bromeliaceae.
L'épithète kuntzeana est une dédicace au botaniste Kuntze, collecteur de la plante.

## Protologue et Type nomenclatural
Tillandsia kuntzeana Mez in C.DC., Monogr. Phan. 9: 790, n° 148 (1896)
Diagnose originale :
« statura conspicua ; foliis rosulatis, utrinque dense lepidibus pallidis adpressis obtectis ; vaginis scapalibus superioribus saltem haud foliaceis; inflorescentia bipinnatim panniculata[sic] ; spicis flabellatis, parum complanatis, ad 8-floris, sessilibus, bracteas primarias longe superantibus ; bracteis florigeris acute carinatis, quam sepala bene longioribus ; floribus erectis; sepalis antico libero, posticis inter sese ultra 1/3 connatis. »
Type : leg. C.E.0. Kuntze ; « Bolivia, prope Tunari, alt. 1300 m. » ; Herb. Kuntze.
Deux exemplaires de l'herbier de Kuntze, conservés dans l'herbier du New York Botanical Garden (NY), correspondent à cette désignation de type. N'étant pas numérotés et leur étiquetage étant identique, on ne peut donc déterminer lequel doit être considéré comme l'holotype, une lectotypification serait nécessaire :
- leg. C.E.O. Kuntze, s.n., 1892-05-04 ; "Bolivien 1300 m Tunari" ; Typus NY (NY 247346)
- leg. C.E.O. Kuntze, s.n., 1892-05-04 ; "Bolivien 1300 m Tunari" ; Typus NY (NY 247347)

## Synonymie
(aucune)

## Écologie et habitat
- Typologie : plante herbacée en rosette acaule monocarpique vivace par ses rejets latéraux.
- Habitat : ?
- Altitude : 1300 m[1].

## Distribution
- Amérique du sud :
  -  Bolivie[1],[2]